# CD Basconia
Club Deportivo Basconia je španělský fotbalový klub z Basauri v autonomním společenství Baskicko. Byl založen v roce 1913. Hraje Terceru Federación. Domácí zápasy hraje na Polideportivo de Artunduaga s kapacitou 8 500 diváků.
Několik sezón hrál Segundu División, protože se ale v roce 1997 stal C-týmem Athletic Bilbao, nemůže postoupit do stejné soutěže jako B-tým Athleticu, Bilbao Athletic.

## Slavní trenéři
- Javier Clemente
- Joseba Etxeberria
- José Luis Mendilibar

## Slavní hráči
- Yeray Álvarez
- Fernando Amorebieta
- Daniel Aranzubia
- José Argoitia
- Joseba Arriaga
- Kepa Arrizabalaga
- Beñat
- Eneko Bóveda
- Javier Casas
- Iñigo Córdoba
- Koldo Etxeberria
- Borja Ekiza
- Unai Expósito
- Cristian Ganea
- Carlos Gurpegi
- Iago Herrerín
- Gorka Iraizoz
- Andoni Iraola
- José Ángel Iribar
- Ander Iturraspe
- Aymeric Laporte
- Enrique Larrinaga
- Iñigo Lekue
- Fernando Llorente
- Unai López
- Sabin Merino
- Unai Núñez
- Aitor Paredes
- Luis Prieto
- Mikel Rico
- Unai Simón
- Markel Susaeta
- Ustaritz
- Óscar Vales
- Asier Villalibre
- Iñaki Williams
- Francisco Yeste